# 大浦海岸通停留場
大浦海岸通停留場（おおうらかいがんどおりていりゅうじょう、大浦海岸通電停）は、長崎県長崎市常盤町にある長崎電気軌道大浦支線の停留場。駅番号は48。
5号系統が停車する。表記は「大浦海岸通り」とも。

## 歴史
1916年（大正5年）の第2期線開通に合わせて大浦停留場（おおうらていりゅうじょう）として開業した。大浦海岸通に改称したのは1983年（昭和58年）のことであるが、この名前はかねてより通称として用いられていた。
大浦支線は開通より長らく全線が単線で、当停留場には交換設備が設けられていたが、'90長崎旅博覧会が開催された1990年（平成2年）に築町から当停留場までが複線化された。

### 年表
- 1916年（大正5年）12月27日：大浦停留場として開業[2]。
- 1983年（昭和58年）6月10日：大浦海岸通停留場に改称[2][4]。
- 1992年（平成4年）2月：石橋寄りに移設[4][5]。

## 構造
大浦海岸通停留場は併用軌道区間にあり、道路上にホームが設けられている。ホームは2面あり、2本の線路を挟んで向かい合わせに配されている（相対式ホーム）。線路の東側に石橋方面行きのホーム、西側に新地中華街方面行きのホームがある。

## 利用状況
長崎電軌の調査によると1日の乗降客数は以下の通り。
- 1998年 - 1,103人[1]
- 2015年 - 600人[8]

## 周辺
かつては名前の通り海岸沿いを軌道が通っていたが、海は埋め立てが進んでいる。埋め立て地には長崎水辺の森公園が広がる。埋め立て地周辺でイベントが催されるときには、当停留場を始発とする臨時列車が運行されることがある。
大浦支線は当停留場から先、終点の石橋停留場まで単線となる。この区間にある大浦天主堂・石橋の両停留場では行き違いが出来ないため、閉塞信号機と石橋寄りの架線に据え付けられたトロリーコンタクターにより、単線区間に車両を1両しか入線させないようにしている（単線自動閉塞式）。ただし、観光シーズンなど多客時には続行運転を行い、2両以上がこの区間に入線することもある（この場合単線区間への入線には通票と続行標を使用し、後から石橋に入線した車両が先に新地中華街方面に発車する）。
この単線区間がネックとなり、大浦支線を走る5号系統は列車の増発を行うことができない。そこで、当停留場から分岐し長崎港の国際ターミナルがある松が枝地区まで複線の延伸線を開通させるという構想がある。
- 旧長崎英国領事館（重要文化財）
- 旧長崎税関下り松派出所（重要文化財）
- 長崎市旧香港上海銀行長崎支店記念館（重要文化財）
- ガスト長崎大浦海岸店
- ナガサキピースミュージアム
- 大浦警察署

## 隣の停留場
長崎電気軌道
大浦支線
メディカルセンター停留場 (47) - 大浦海岸通停留場 (48) - 大浦天主堂停留場 (50)